# Padrão da Légua
Padrão da Légua é um lugar e paróquia do concelho de Matosinhos, considerado geralmente a zona de fronteira entre as freguesias de Custóias, Leça do Balio, Senhora da Hora e São Mamede de Infesta.
As suas principais ruas são a Rua Nova do Seixo e a Avenida Xanana Gusmão. Já houve um movimento para elevar este lugar a freguesia.

## Localização
O "United States Board on Geographic Names" refere-se ao Padrão da Légua como Padrão, terra localizada nas coordenadas 41 11 N 8 38 W.
O Padrão da Légua tem a norte Recarei (Leça do Balio), a leste Picoutos e Amieira, a sul o Seixo, o Monte dos Burgos e o lugar de Barbeitos e a oeste os Caulinos (Viso de Cima), Avilhó e São Gens.
A sua localização, entre 4 freguesias, faz com que algumas instituições registem o seu endereço com os nomes de 2 ou mais das freguesias.

## História

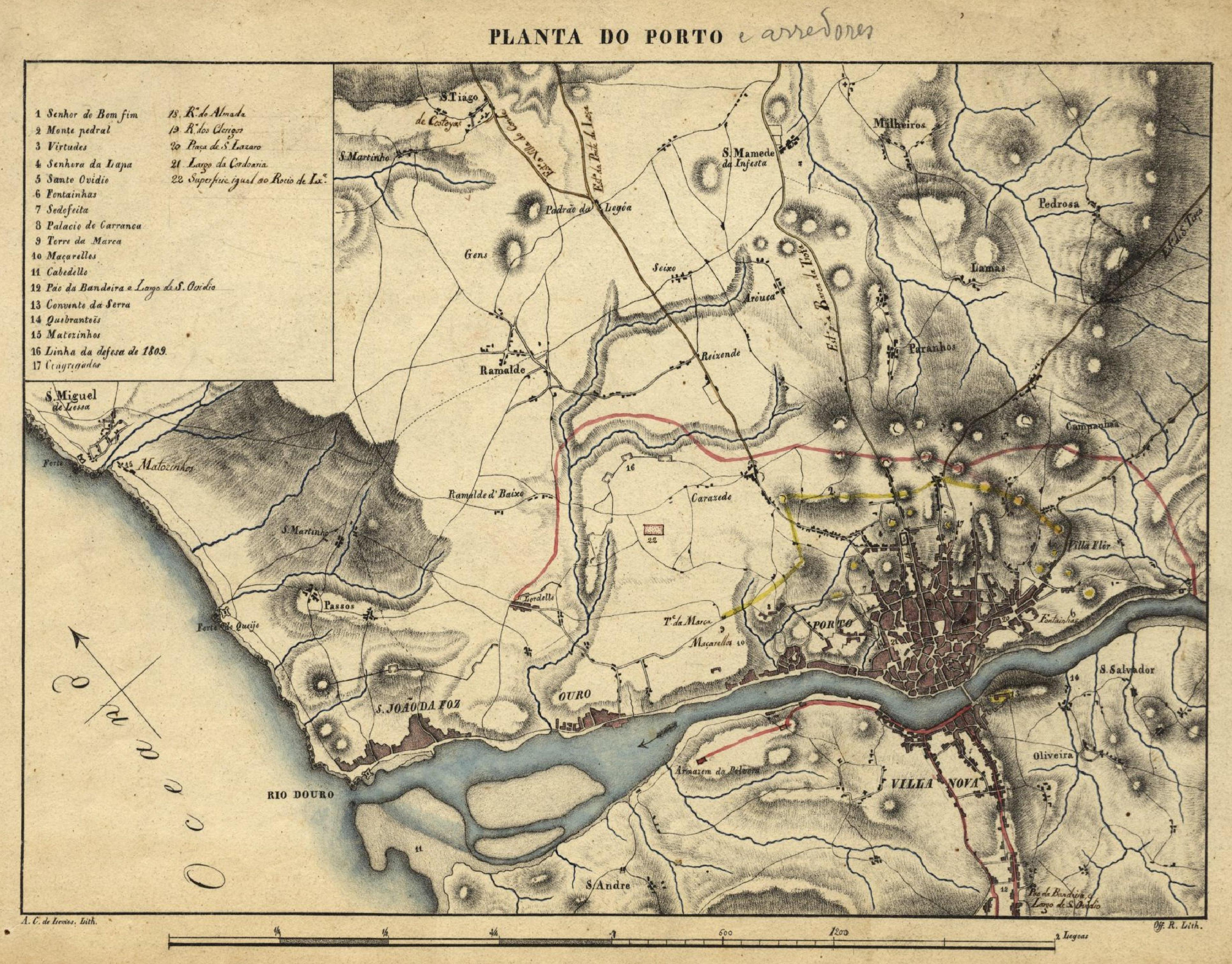
A. C. Lemos, c. 1830, Oficina Régia Gráfica. Planta do Porto. Padrão da Légua assinalado na separação entre as estradas de Vila do Conde e Barcelos.

O nome provém das léguas, medição usada para contar a distância das estradas. O Padrão da Légua é o ponto onde a Via Veteris (Estrada de Vila do Conde, atual Rua da Fonte Velha) e a Karraria Antiqua (Estrada de Barcelos, atual Rua de Recarei), ambas vindas do Porto, se separavam.
À frente desta divisão, foi instalado um cruzeiro, o Cruzeiro, ou a Cruz, do Padrão. Terá sido à volta deste cruzeiro que a população se começou a alojar. O Caminho Português da Costa dos Caminhos de Santiago separa-se do Caminho Central no Padrão da Légua pelas mesmas estradas referidas.
A sua referência mais antiga dá-se em 1768, como referência geográfica em relação ao Campo da Bouça da Estrada, foreiro da casa de Abrantes.
É referido como "Monte do Padrão da Légua", parte de Leça do Balio, em documentos datados entre 1813 e 1869. É mencionado como parte da freguesia de Custóias, concelho da Maia em documentos datados de 1778 a 1867.
Passa para São Mamede de Infesta após a transferência de Ramalde para o concelho do Porto, em 1896.

Nos arquivos municipais do Porto, evidencia-se a existência do Campo da Bouça da Estrada, Bouça da Pedra Longa, Campo de Agra, Campo do Monte e Bouça de Baixo.
A terra aparece marcada no mapa de A. C. Lemos, c. 1830, como Padrão da Legôa. Na Carta Topográfica das Linhas do Porto de 1834, sobre o Cerco do Porto, aparece como Cruz do Padrão, em referência ao cruzeiro. No "Map of the Country Round Porto", de 1832, aparece como Padraõ de Legoa e no de Beauvoisin do mesmo ano como Padro da Legua.
O local foi o centro de uma ação liberal no contexto do cerco do Porto, a 28 de novembro de 1833.

### Paróquia
A Paróquia de Padrão da Légua foi criada a 2 de fevereiro de 1964, por ordem de D. Florentino de Andrade e Silva, bispo auxiliar do Porto. Senhor Jesus foi escolhido como orago, em respeito à devoção local a Jesus através do cruzeiro do Padrão.
A Igreja foi inaugurada em 1980.
As Festas ao Padroeiro Senhor Jesus do Padrão da Légua decorrem todos os anos na 2ª semana de setembro, de sexta a domingo.

### Freguesia

#### Tentativa de 1980 (438/I)
No dia 26 de março de 1980, deu entrada no parlamento o projeto de lei n.º438/I, apresentado pelo PS, sobre a criação da freguesia de Padrão da Légua.

#### Tentativa de 1981 (112/II)
O texto foi recuperado um ano depois. O projeto de lei n.º112/II, de 23 de janeiro de 1981, previa a criação da Freguesia de Padrão da Légua.
Os motivos apresentados foram:
1. A existência de uma paróquia, que abrange uma área tradicional de "indesmentível individualidade";
2. A consolidação do sentido comunitário da população;
3. Desenvolvimento urbano acelerado, com comércio e indústria em consolidação;
4. Existência de escolas e agrupamentos e associações dedicados a cultura, lazer e desporto;
5. Existência de complexos sócio-culturais que comprovam o espírito de entreajuda da população e a aspiração em criar infra-estruturas "conducentes à elevação desta paróquia a freguesia".

Consequentemente:
1. A paróquia reúne todas as condições para ser elevada a freguesia.
2. Os seus 13 000 habitantes estão dispersados por 4 freguesias, causando incómodos com assuntos civis.
3. O território terá receitas financeiramente sustentáveis.
4. As parcelas desanexadas não afetam as características e viabilidade das outras freguesias, bem como a fronteira do concelho de Matosinhos.

Os limites da freguesia de Padrão da Légua seriam os seguintes:
"A norte, a partir do marco n.° 8 de Custóias, Rua de Redolhos, estrada de Recarei e Rua do Dr. D. Silva Santos até ao caminho de ferro da cintura;
A leste, caminho de ferro da cintura, Rua Nove, de Recarei, até ao seu entroncamento com a Rua Onze, uma linha, tirada deste ponto, perpendicular à via Norte, esta mesma via Norte até ao seu cruzamento com o caminho de ferro da cintura, este caminho de ferro até ao seu cruzamento com a Rua de 5 de Outubro e, desde aqui, uma linha recta para um ponto na via Norte, a 800 m da circunvalação, e via Norte até à mesma circunvalação;
A sul, circunvalação em direcção ao poente, até ao caminho da Agra, contínuo à fábrica da Sociedade Têxtil do Seixo;
A poente, caminho de Agra até 50 m a contar da circunvalação e, desde esse ponto, uma linha recta em direcção ao marco n.° 17 da Senhora da Hora, contornando, porém, pelo norte, a casa que está junto deste marco, Rua do Alto do Viso e estrada de S. Gens (marcos n.os 16 e 15 da Senhora da Hora), linha limite definida pelos marcos n.os 15 e 14 da mesma paróquia até ao ponto de intercepção de uma perpendicular baixa para essa mesma linha do posto n.° 15 da linha de alta tensão que atravessa os montes de S. Gens, a referida perpendicular, uma linha recta desde o poste mencionado até ao entroncamento do caminho do Alto da Doca, na estrada de Avilhó, esta mesma estrada alé ao seu entroncamento na Rua da Fonte Velha e, finalmente, desde este entroncamento, a linha determinada pelos marcos n.os 10, 9 e 8 de Custóias."
Foram recolhidas 7000 assinaturas a favor da criação da freguesia, de acordo com o Diário da República em 1981.

#### Tentativa de 1984 (348/III)
A ideia ressurgiu em 1984, desta vez sob o projeto-lei nº348/III.
No dia 15 de maio de 1984, foram apresentados vários dados e estatísticas sobre a região.
De acordo com as estatísticas apresentadas, a população das freguesias criadas seria a seguinte:
- Custóias: 9 380
- Leça do Bailio: 9 028
- São Mamede de Infesta: 15 761
- Senhora da Hora: 13 008
- Padrão da Légua: 13 033

O projeto recebeu um parecer desfavorável das 4 freguesias afetadas, mas parecer favorável da Assembleia Municipal de Matosinhos para a criação de uma comissão para definir os limites da nova freguesia.
No dia 12 de julho de 1985, o projeto-lei 348/III foi para a comissão.

### Recuperação
Em 2009, a Câmara Municipal de Matosinhos iniciou o projeto da Praça do Padrão da Légua, de forma a recuperar a zona, "esquecida" entre quatro freguesias. Com conclusão anunciada para 2011, as obras só se iniciaram em 2013.
A obra foi inaugurada em 2018, providenciando um lugar de descanso para peregrinos. A praça homenageia Álvaro Martins dos Santos, nascido e falecido no Padrão da Légua, com uma peça escultórica executada pelo arquiteto João Fernandes, que continha um erro ortográfico entretanto corrigido.
Nos últimos anos, iniciaram-se vários projetos de remodelação de casas e construção de apartamentos nesta zona.
A localidade abriga a escola-sede do Agrupamento de Escolas Padrão da Légua, criado em 2012, a Escola Básica e Secundária de Padrão da Légua, em Custóias, fundada a 20 de setembro de 1978. Este agrupamento inclui a EB1/JI Padrão da Légua (Leça do Balio), o Jardim de Infância Monte da Mina (Padrão da Légua, Leça do Balio), EB Araújo (Leça do Balio), EB23 Leça do Balio, EB1/JI Gondivai (Leça do Balio) e EB Amieira (São Mamede de Infesta).

#### Escola Secundária
A Escola Básica e Secundária foi várias vezes alvo de notícias devido às suas obras, que começaram em 2011 e estagnaram em 2012, aquando da interrupção do projeto Parque Escolar, até 2016, quando foram retomadas. Os cinco anos sem avanços significaram imensos períodos de aulas sem condições, sob tetos com químicos tóxicos e suscetíveis a infiltrações em dias de chuva. A escola nova foi finalmente inaugurada em 2018.
O projeto Parque Escolar foi lançado em 2009, garantindo um investimento de 48 milhões para a construção de 75 escolas. Em 2012, as obras de construção da nova escola secundária mostraram-se a um ritmo preocupadamente "muito lento". Entre 2012 e 2013, foram feitos estudos para redução dos custos das empreitadas. Em 2012 foram gastos 45 mil euros na escola e em 2013 foram investidos 76,5 mil.
Em 2013, a Parque Escolar processou o empreiteiro da escola secundária, devido à falta de segurança e condições nas aulas devido às obras, entretanto paralizadas. Em 2016, a escola teve de fechar por falta de condições, após mau tempo destruir telhado, que continha amianto.
Em agosto de 2016 as obras foram retomadas, terminando no ano seguinte.

## Cultura
A Feira dos Moços era realizada no Padrão da Légua no século XIX para contratar moços de lavoura, em abril e novembro, para as colheitas de verão e inverno, respetivamente. Em 1842 a feira mudou para o Largo do Souto, em Custóias.
No Seixo, em São Mamede de Infesta, existe o Museu do Linho, detido pelo Rancho Folclórico do Padrão da Légua.

## Desporto
Foi fundado em 1922 o Padroense Futebol Clube. O clube já teve estádio na Saibreira, no Campo Vadio (atual Escola Secundária) e no Monte da Mina, antes de se mudar, em 1994, para os antigos terrenos da Companhia dos Caolinos.
Ao lado do Estádio do Padroense FC foi inaugurada, em 2008, a academia de futebol, que veio a formar jogadores como André Silva, Diogo Dalot, Diogo Leite, Vitinha, Fábio Vieira, Rúben Neves e João Félix no âmbito da sua parceria com o Futebol Clube do Porto, entretanto findada.[carece de fontes?] Em 2023, o Padroense adquiriu os terrenos cedidos ao clube na Senhora da Hora.
Em 2009 foi inaugurado, na Senhora da Hora, o Pavilhão Municipal do Padrão da Légua.

## Serviços

### Economia
O centro do Padrão da Légua tem todos os serviços essenciais. Entre o Padrão da Légua e o Monte dos Burgos, no Seixo, há ainda um polo com 3 supermercados nacionais e internacionais e uma cadeia de fast-food internacional.
No passado, já houve várias fábricas nesta localidade, evidente na existência de cooperativas na zona sul.
Existiam em 1984 seis cooperativas:
- Cooperativa Económica Gente do Amanhã, C. R. L. — 650 pessoas;
- Cooperativa de Habitação Junto Venceremos— 800 pessoas;
- Cooperativa de Habitação Económica A Telha — 500 pessoas;
- Cooperativa de Construção A Realidade — 2000 pessoas;
- Moradores do Seixo — 500 pessoas;
- Auto-Construção (antigo campo do Padroense) — 1000 pessoas.

Existe ainda o bairro social do Padrão da Légua, em Senhora da Hora, com 56 habitações.

### Transportes

#### Elétrico
Uma notável reclamação persistente dos habitantes desta zona foi a falta de ligação, por via de transportes públicos, a outras localidades, nomeadamente o centro da cidade do Porto. No carnaval de 1964, um carro alegórico desfilou com formato de elétrico e a bandeira a sinalizar "6 - Padrão da Légua", em alusão à linha 6 dos elétricos da Companha Carris de Ferro do Porto, que terminava no Monte dos Burgos, dois cruzamentos antes do do Padrão da Légua.

#### Metro
A zona do Padrão não é servida pelo Metro do Porto. A estação mais próxima é a Estação Senhora da Hora a 1,8km.
Está protocolado com o governo o investimento na linha de São Mamede, que criaria duas estações ao serviço da população da zona.

#### Autocarros
O Padrão da Légua é servido pela STCP, pela Maré Matosinhos e pela Valpibus.
- Padrão da Légua (R. Nova do Seixo) 105 (106) 130 508 602 3M
- Padrão da Légua (R. São Gens) 106 107 107N 121 130 506 61
- Padrão da Légua (R. Monte da Mina) 107 107N 121 506 61
- Vilarinho Freires 105 130 602 3M
- Rua do Senhor 105 508
- Central do Seixo 107 107N 121 506
- Fogueteiros 106 107 107N 121 130 506 508 61
- Central do Seixo (Norte) 105 106 508 602 3M
- Fogueteiros (Sul) 105 106 508 602 3M
- Padroense Futebol Clube 134